# Minuartia californica
Minuartia californica là loài thực vật có hoa thuộc họ Cẩm chướng. Loài này được (A. Gray) Mattf. mô tả khoa học đầu tiên năm 1921.